# Peel tower

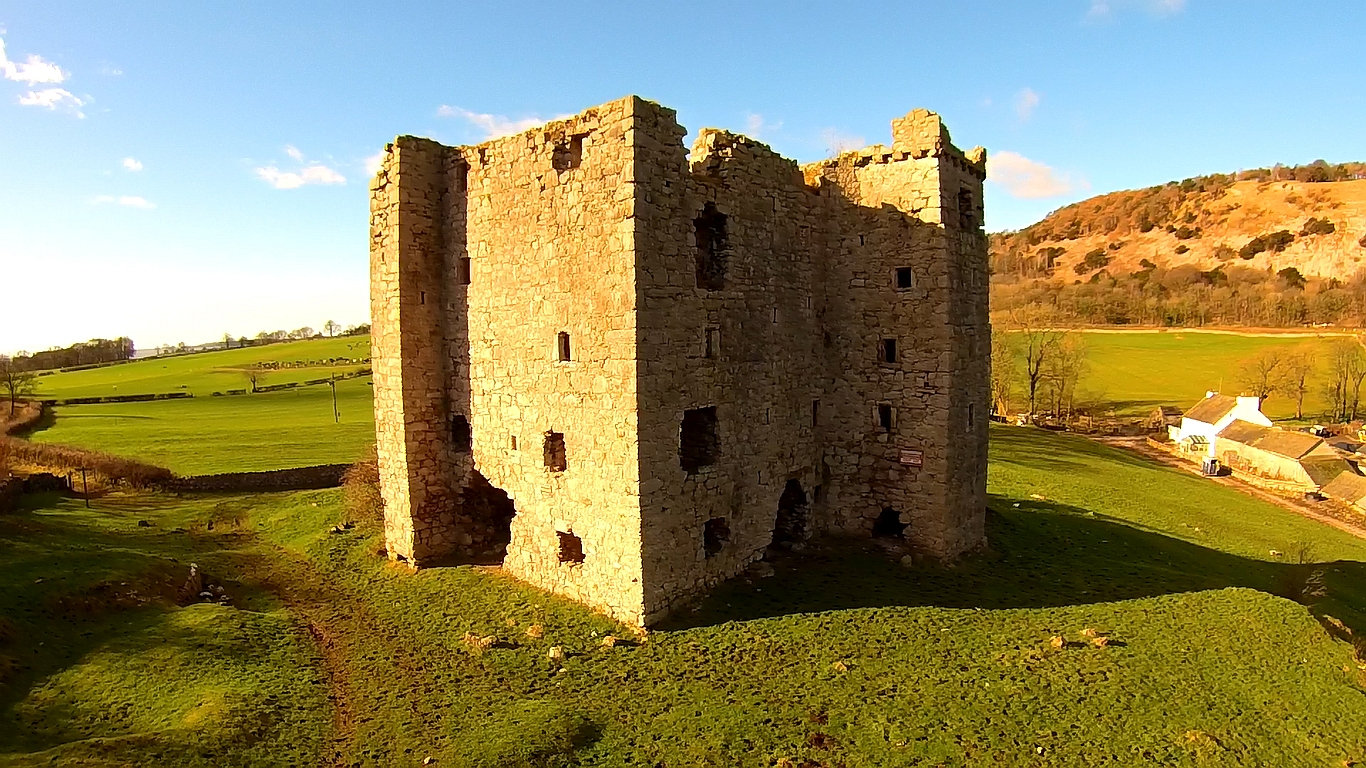
Arnside Tower, une tour peel de la fin du Moyen Âge en Cumbrie.

Une peel tower (en français "tour peel", également orthographié pele) est un petit donjon fortifié ou maison-tour, construit le long de la frontière entre l'Angleterre et l'Écosse, dans les Marches écossaises et le Nord de l'Angleterre, principalement entre le milieu du XIVe siècle et 1600. Les peel towers étaient autonomes, la défense étant une considération primordiale de leur conception. La confirmation du statut et du prestige du propriétaire jouait aussi un rôle. Ils fonctionnaient également comme des tours de guet, où des feux de signalisation pouvaient être allumés par la garnison pour avertir d'un danger imminent. 
Autour se trouvait en général un mur enserrant une cour. Ce mur, appelé "pele" ou " barmkin " (en Irlande un bawn) était une enceinte où le bétail était rassemblé en temps de danger. Le vol du bétail était une partie inévitable des raids frontaliers, et souvent leur objectif principal. La tour se tenait généralement à un coin du mur. La plupart des murs de pele n'ont pas survécu et certaines tours n'en ont peut-être jamais eu. Certains, connus sous le nom de « pele du vicaire », se trouvaient dans les villages pour l'usage de toute la communauté.